# Diversae insectarum volatilium
Diversae insectarum volatilium ist ein 1630 im Verlag von Claes Janszoon Visscher in Amsterdam veröffentlichtes Werk mit Kupferstichen von Jacob Hoefnagel.

## Inhalt
Auf 16 Tafeln werden 302 Abbildungen von Insekten dargestellt, darunter 78 Zweiflügler (Diptera), 72 Schmetterlinge (Lepidoptera), 37 Käfer (Coleoptera), 35 Hautflügler (Hymenoptera), 22 Heuschrecken (Orthoptera), 21 Schnabelkerfe (Hemiptera), 16 Netzflügler (Neuroptera) und 14 Libellen (Odonata).
Die Insekten sind Nachstiche der Abbildungen aus Hoefnagels Archetypa studiaque. Sie erscheinen seitenverkehrt.

## Illustrationen

Diversae insectarum volatilium
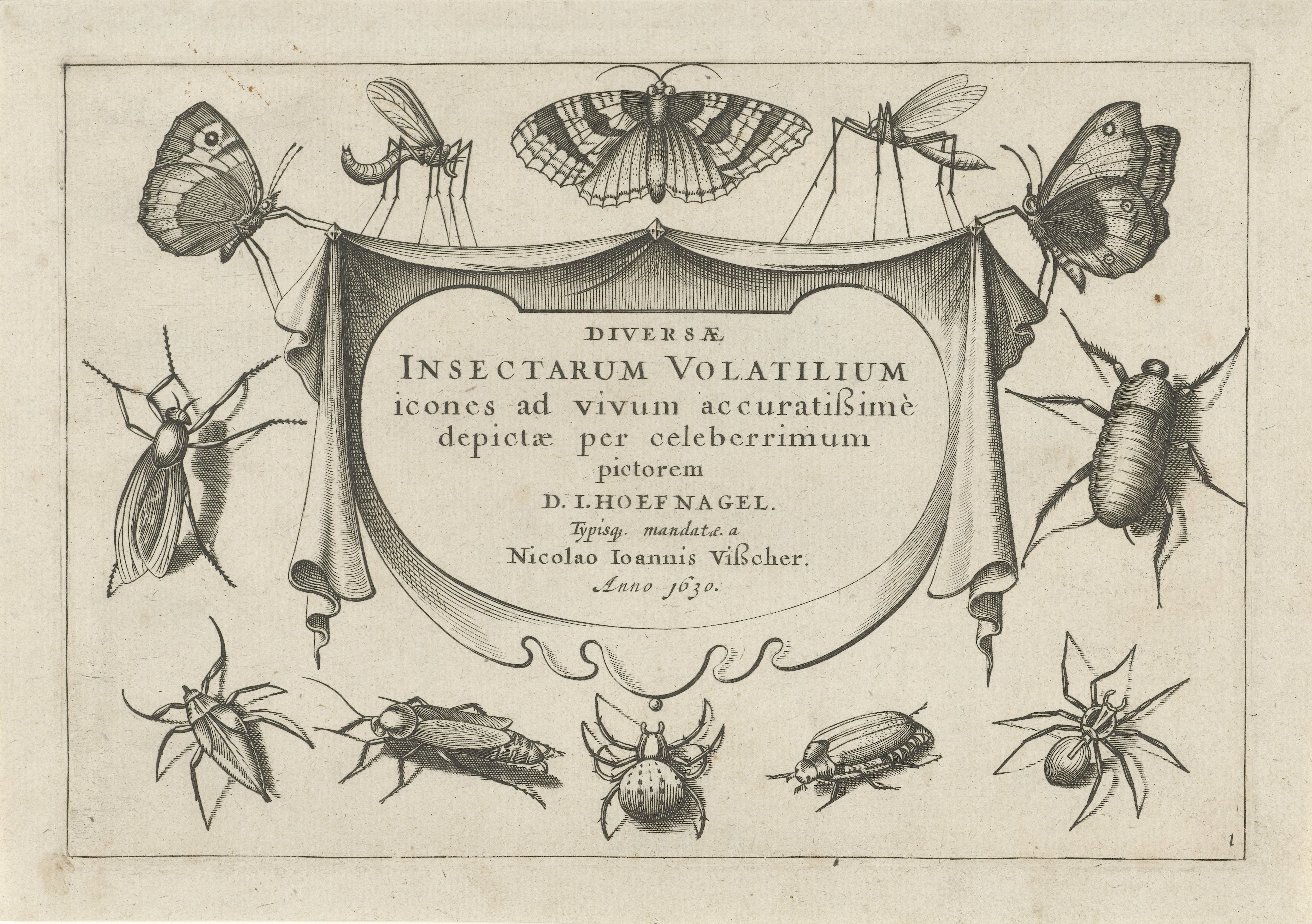
Frontispiz = Tafel 1

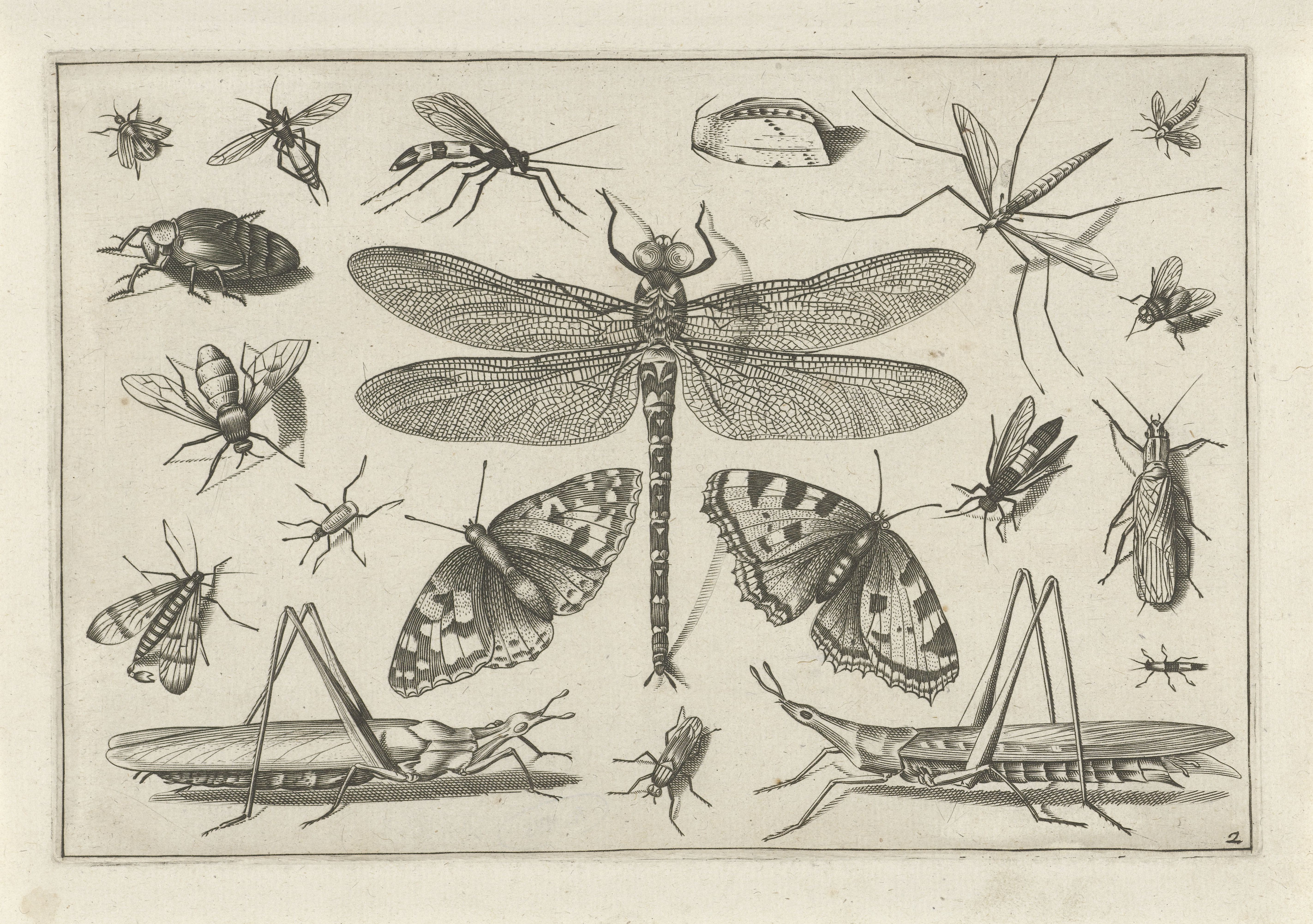
Tafel 2
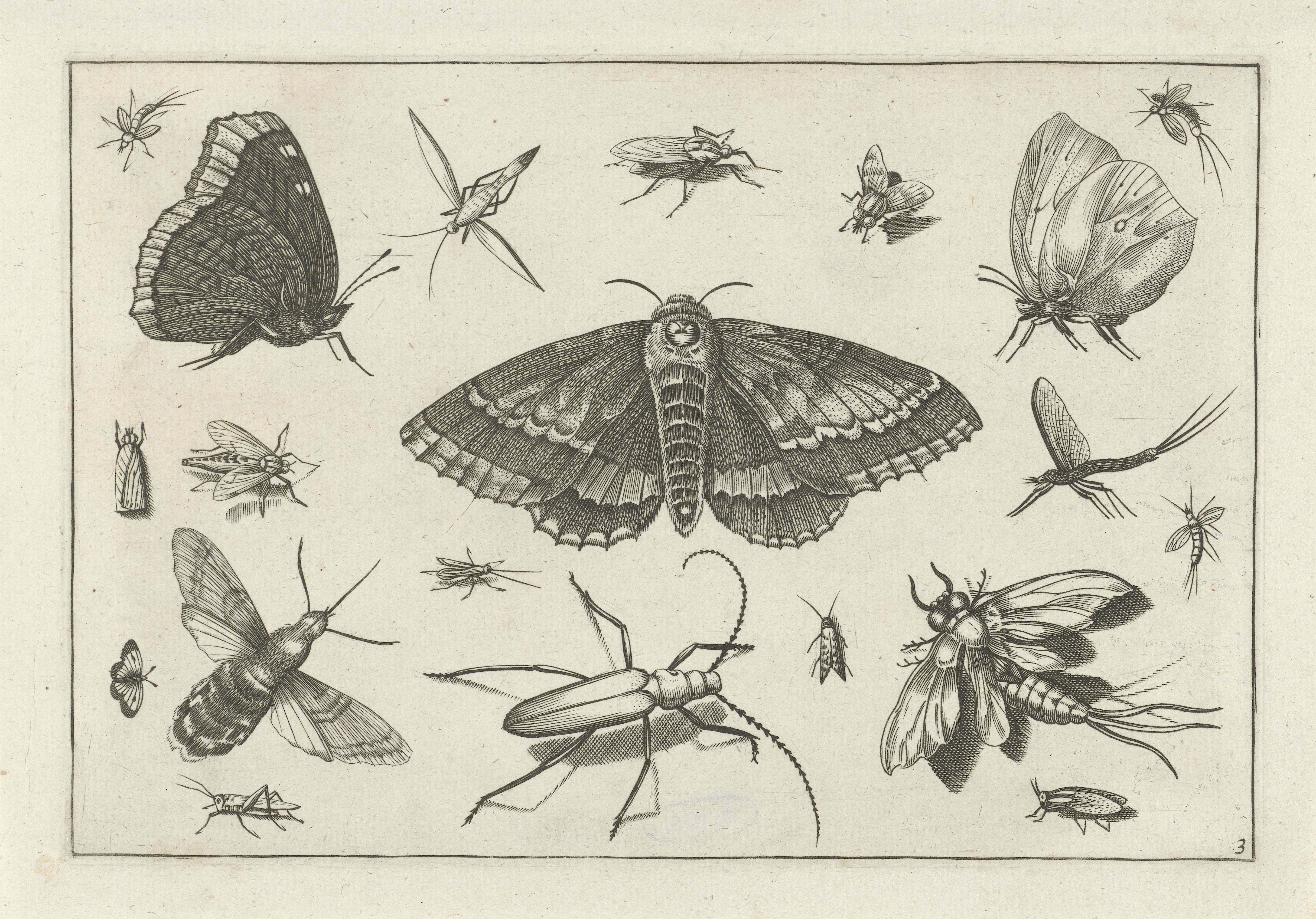
Tafel 3
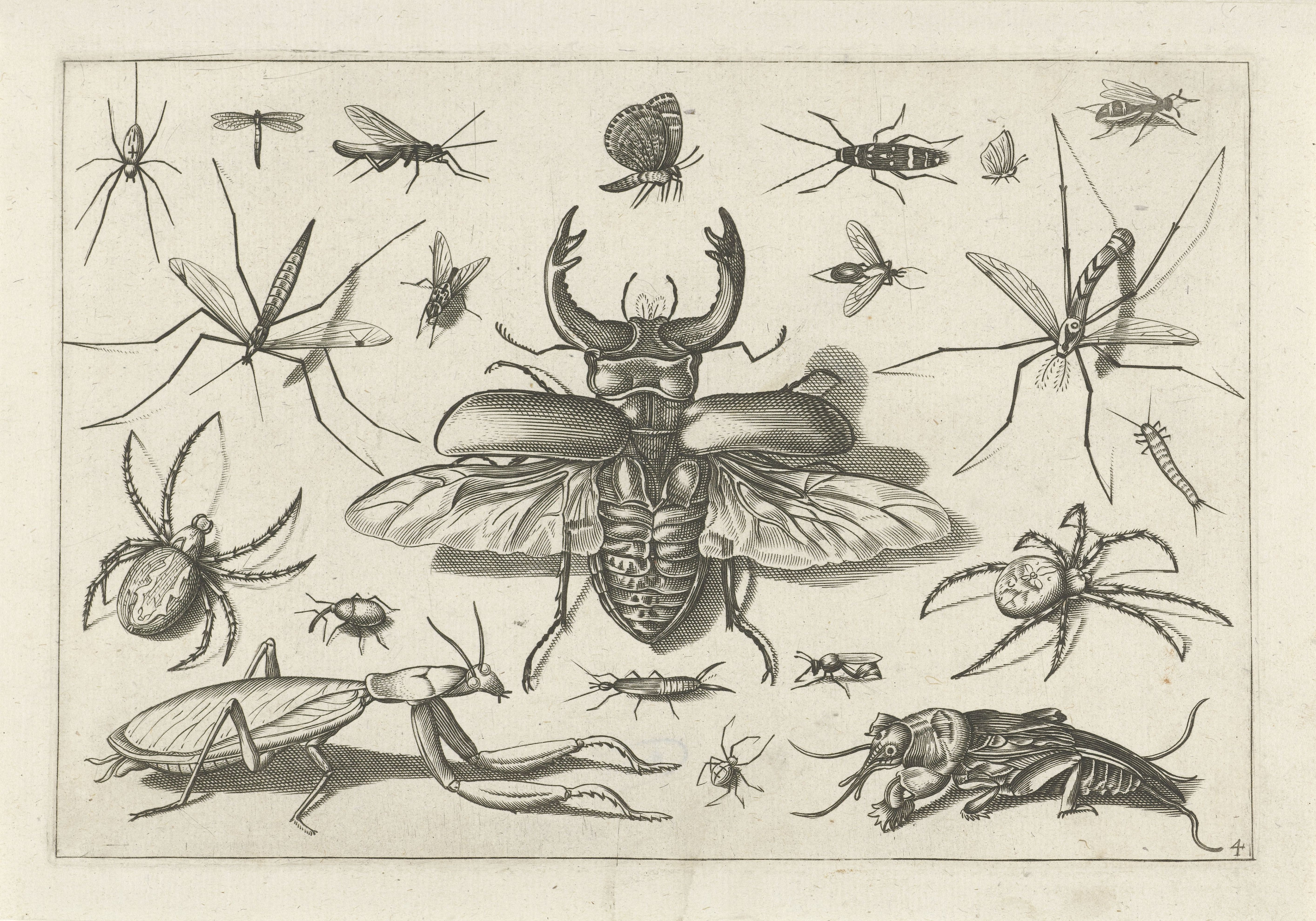
Tafel 4
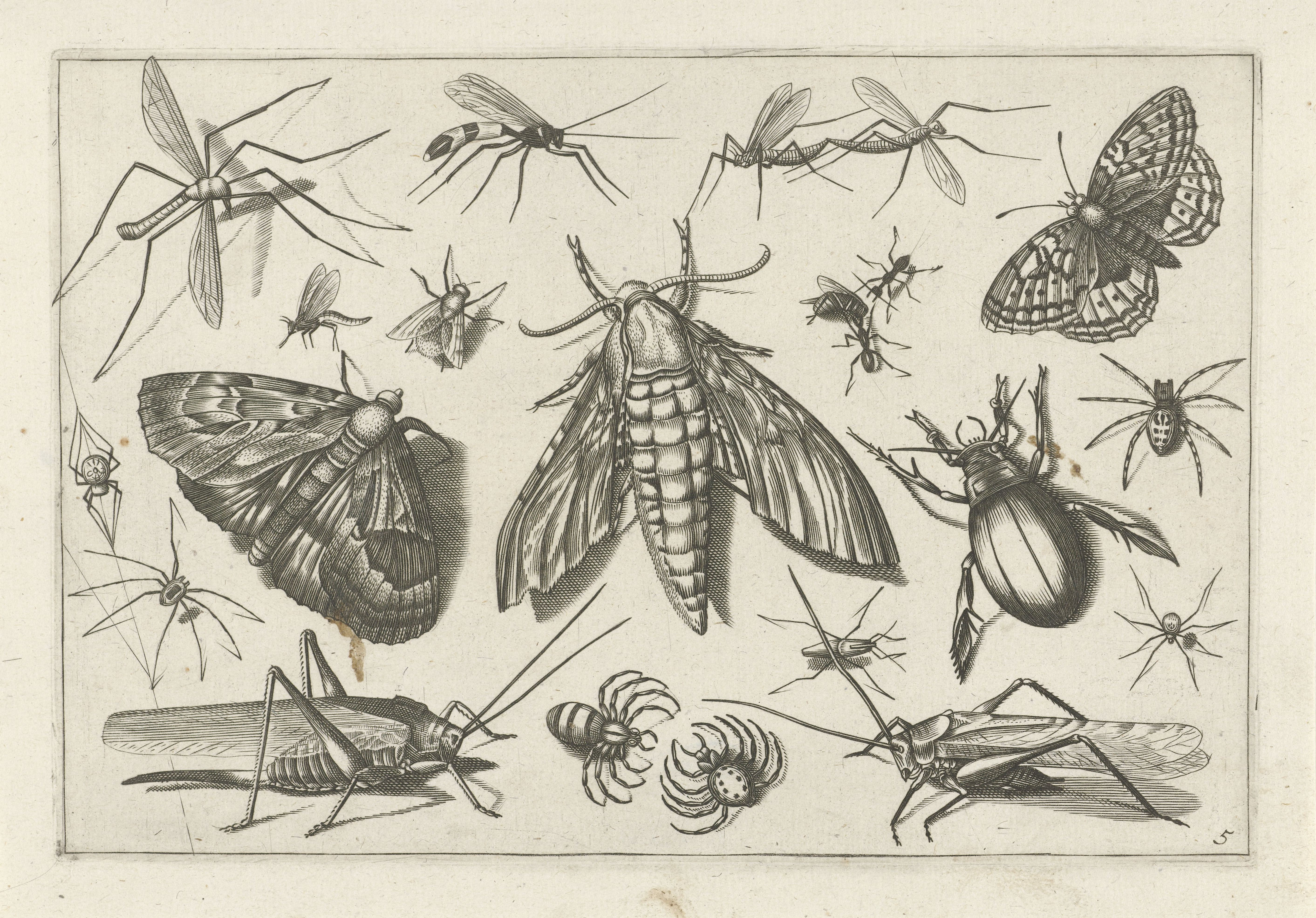
Tafel 5
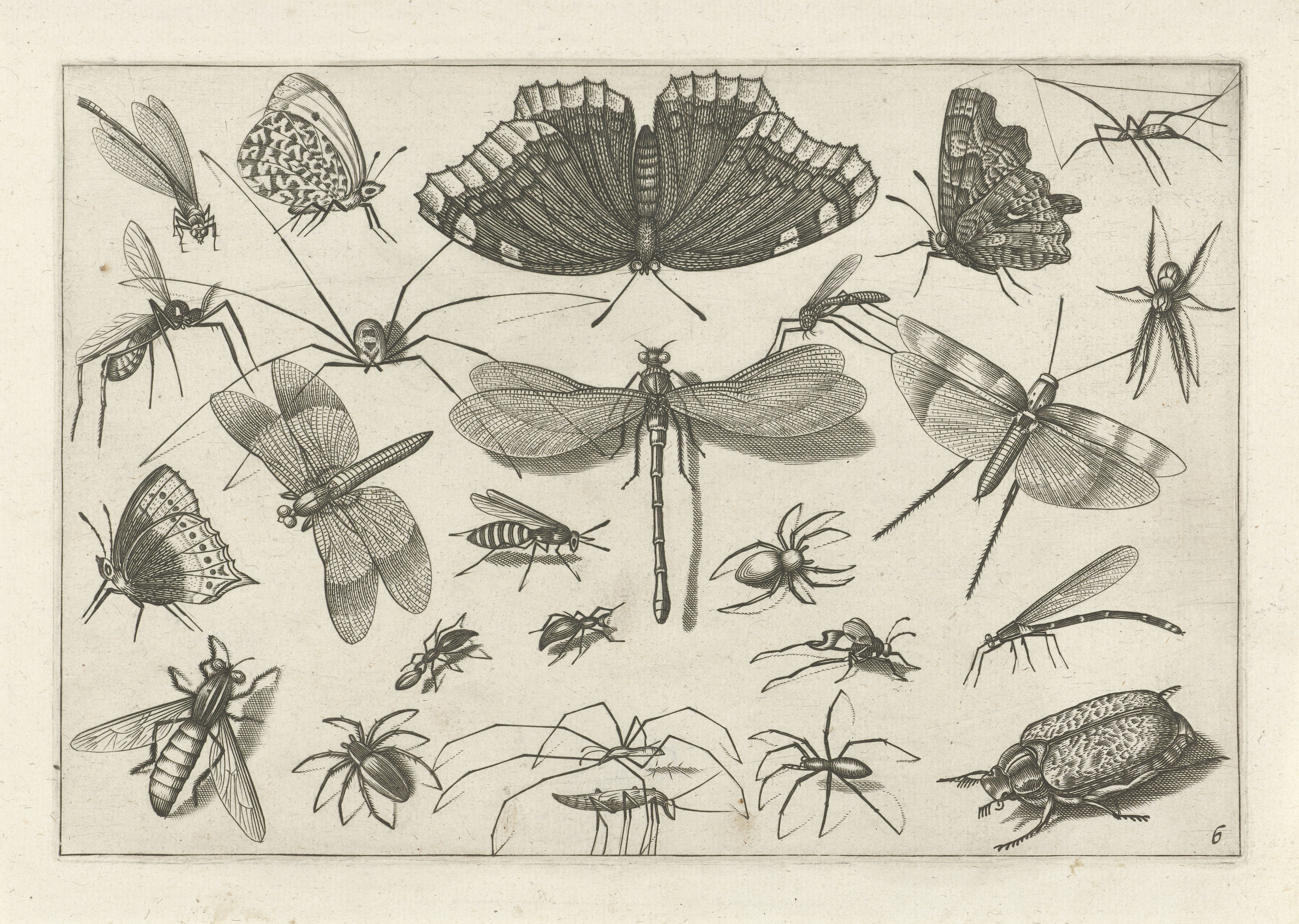
Tafel 6
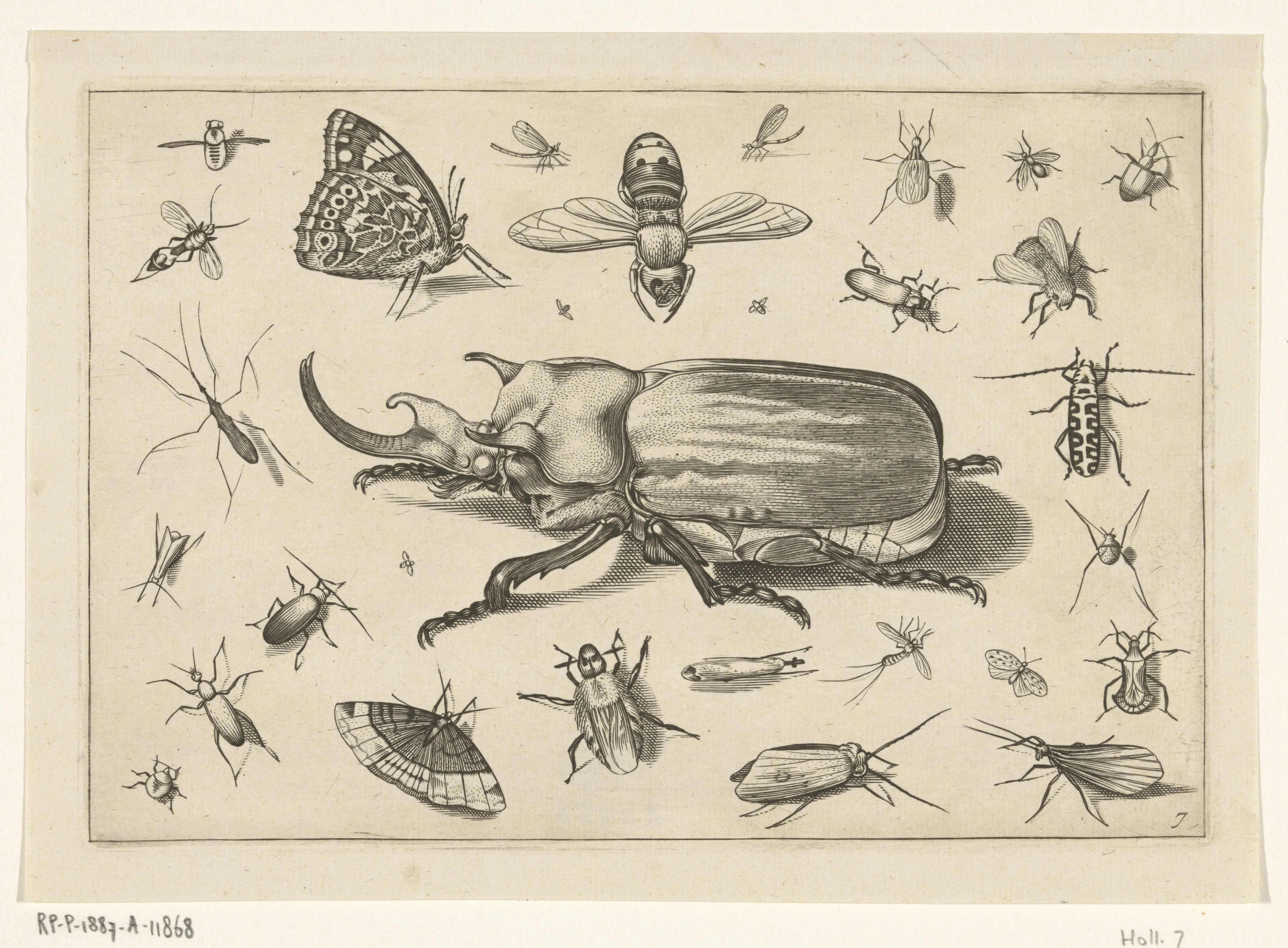
Tafel 7
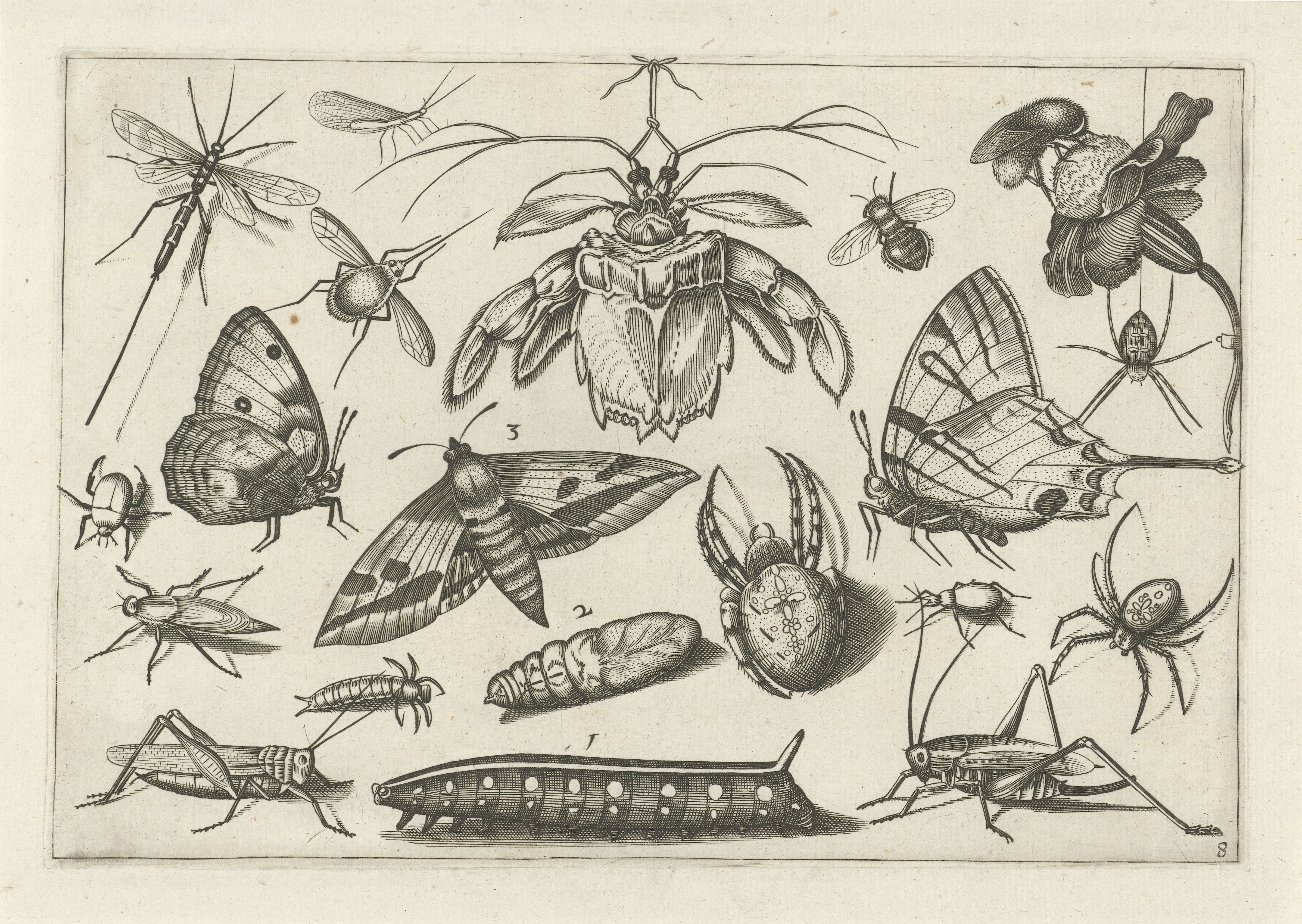
Tafel 8
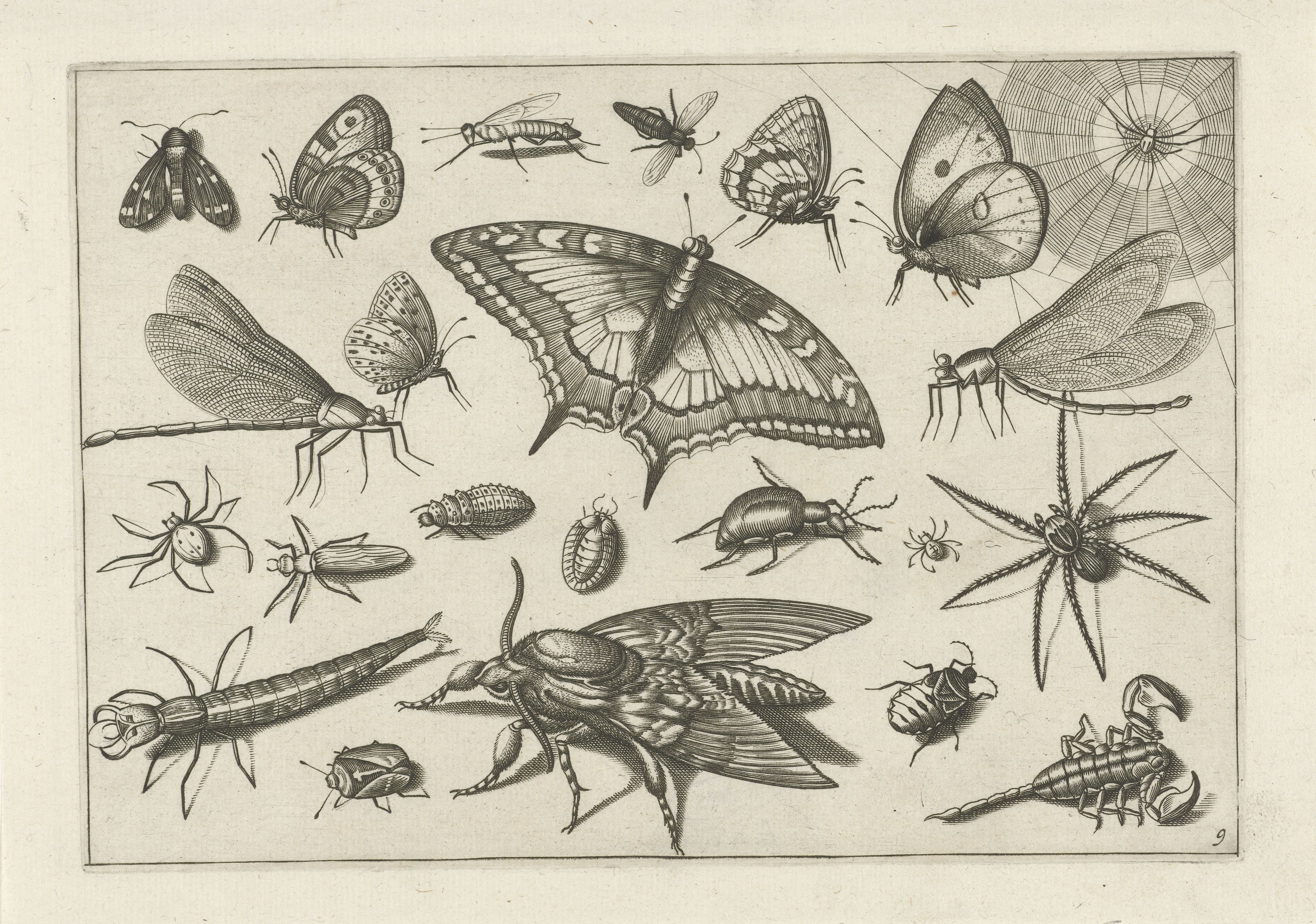
Tafel 9
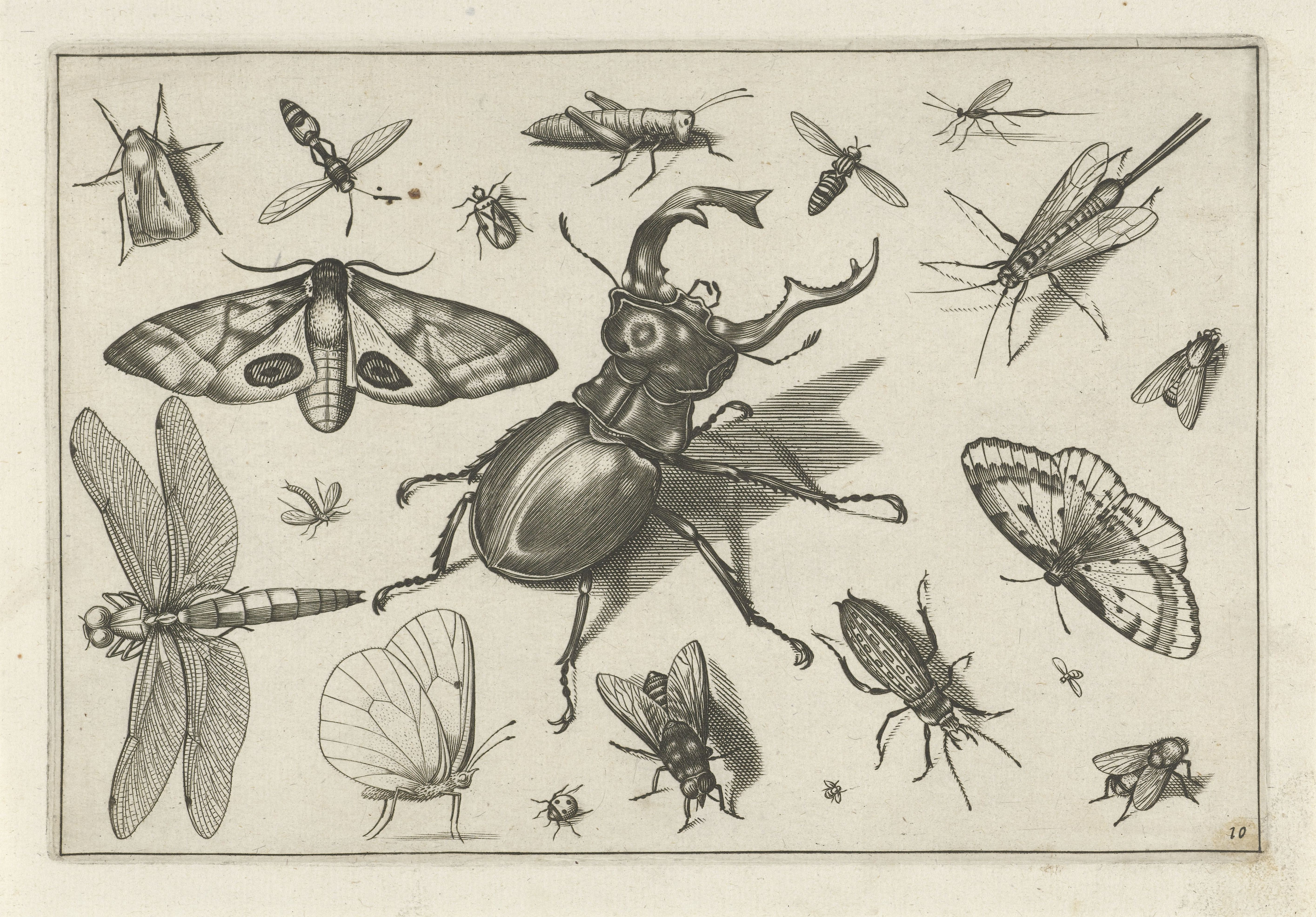
Tafel 10
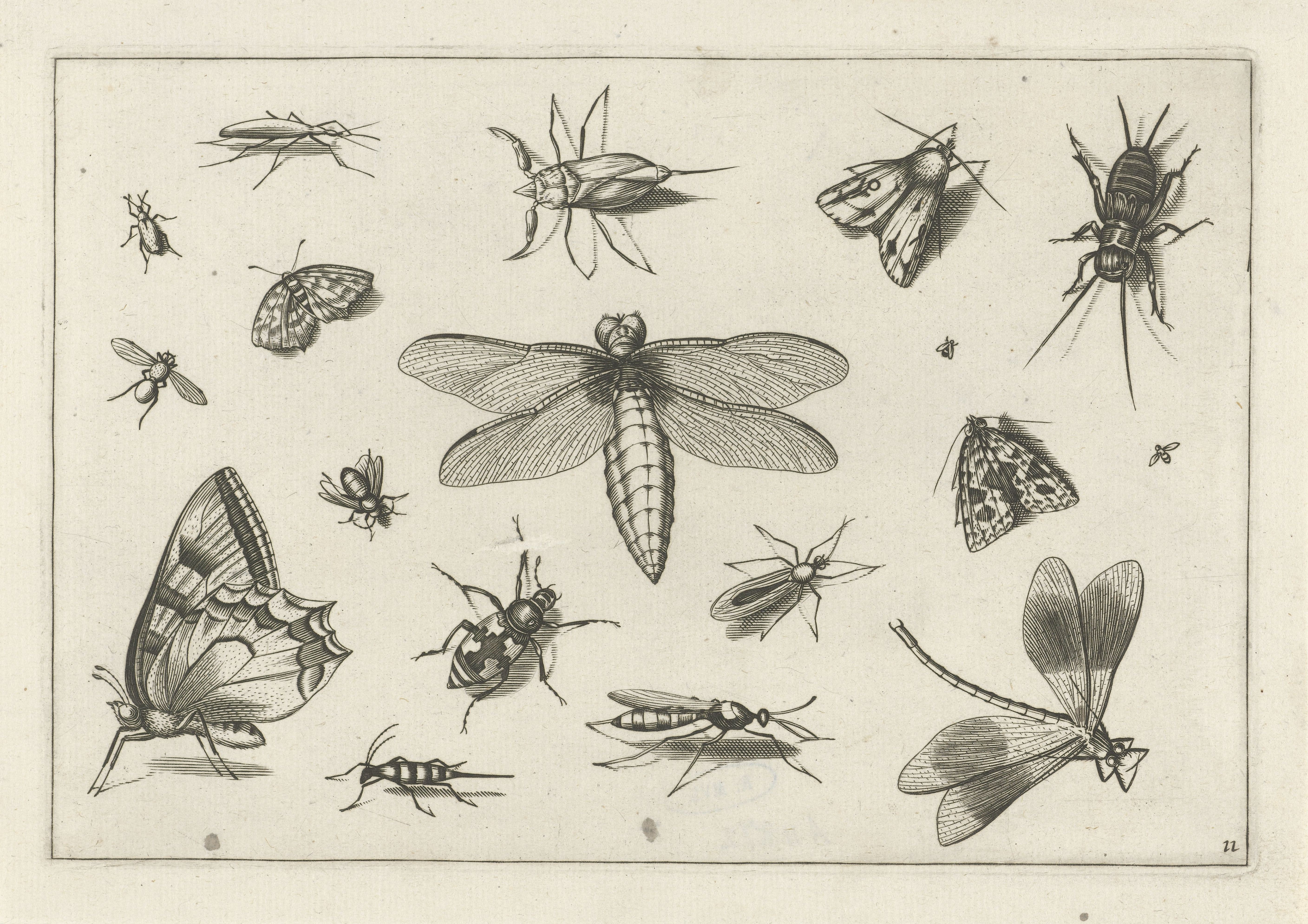
Tafel 11
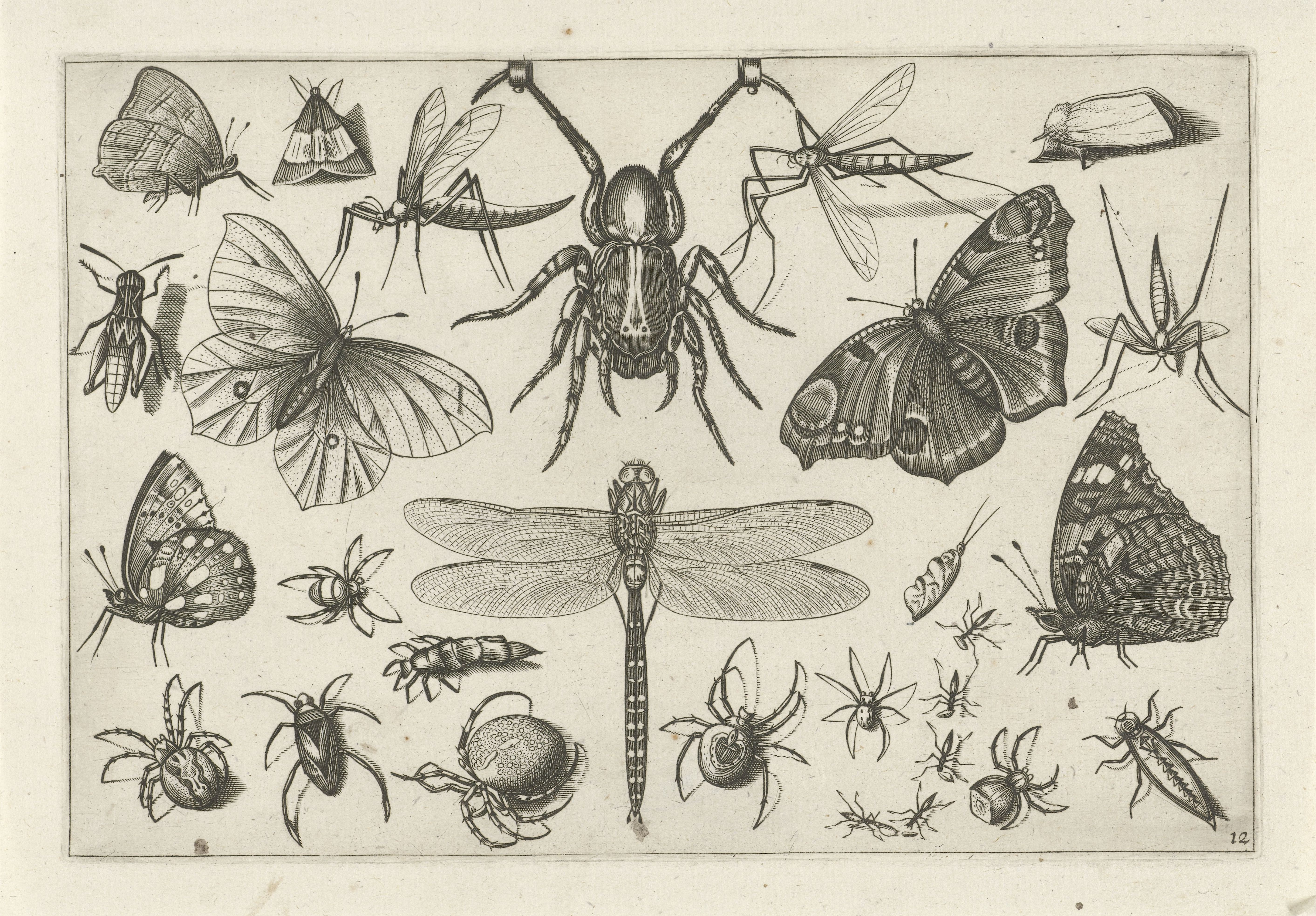
Tafel 12
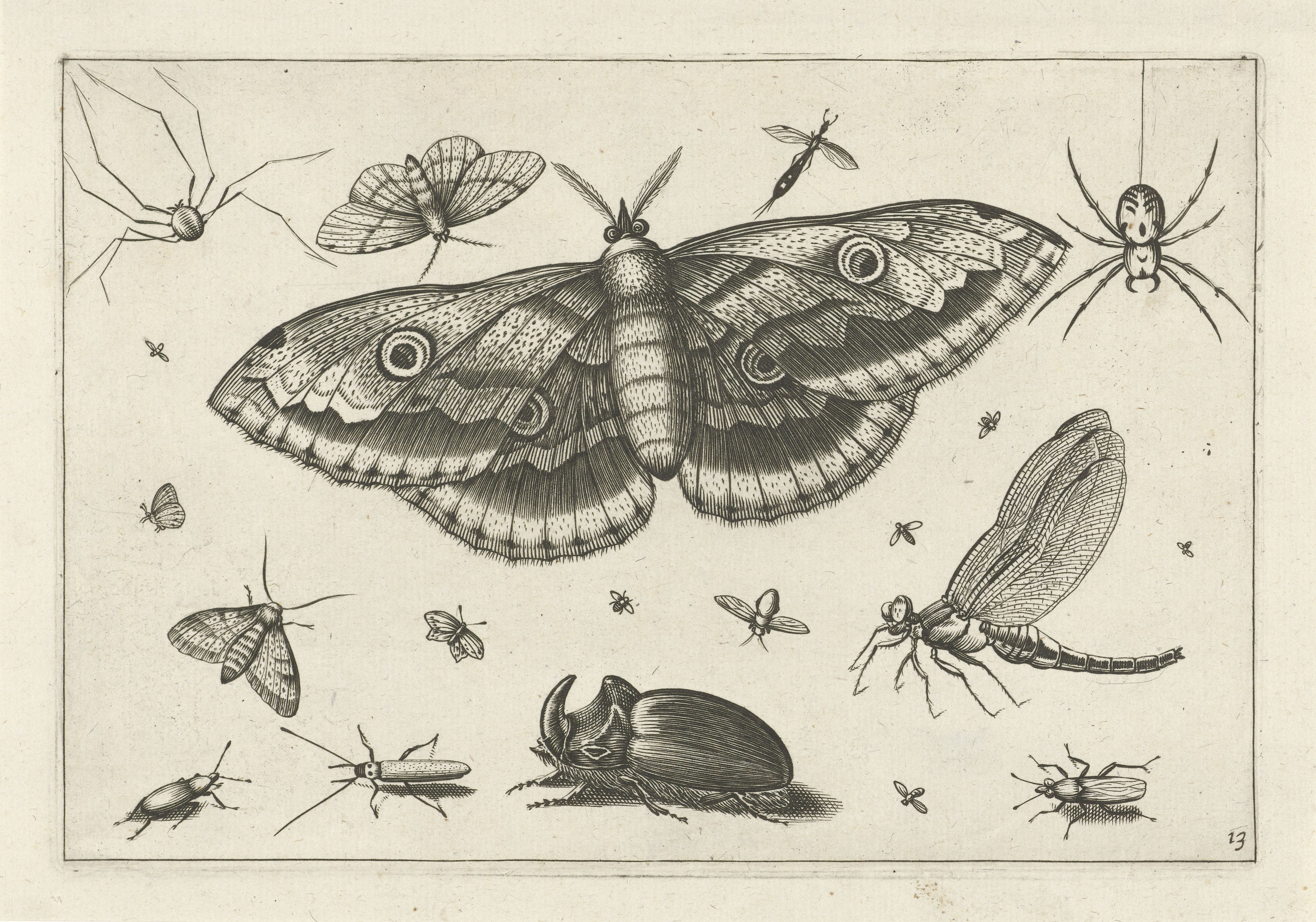
Tafel 13
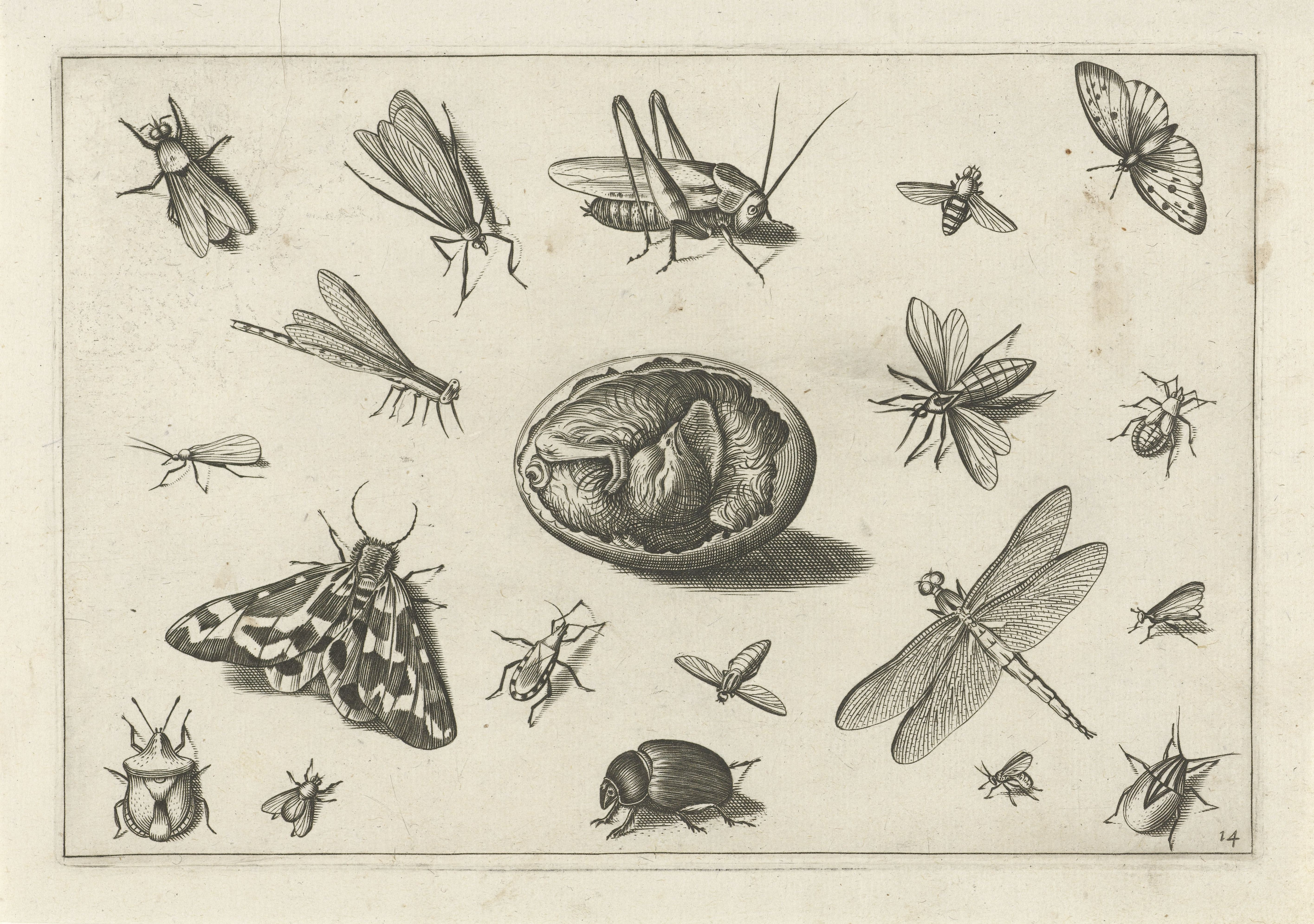
Tafel 14
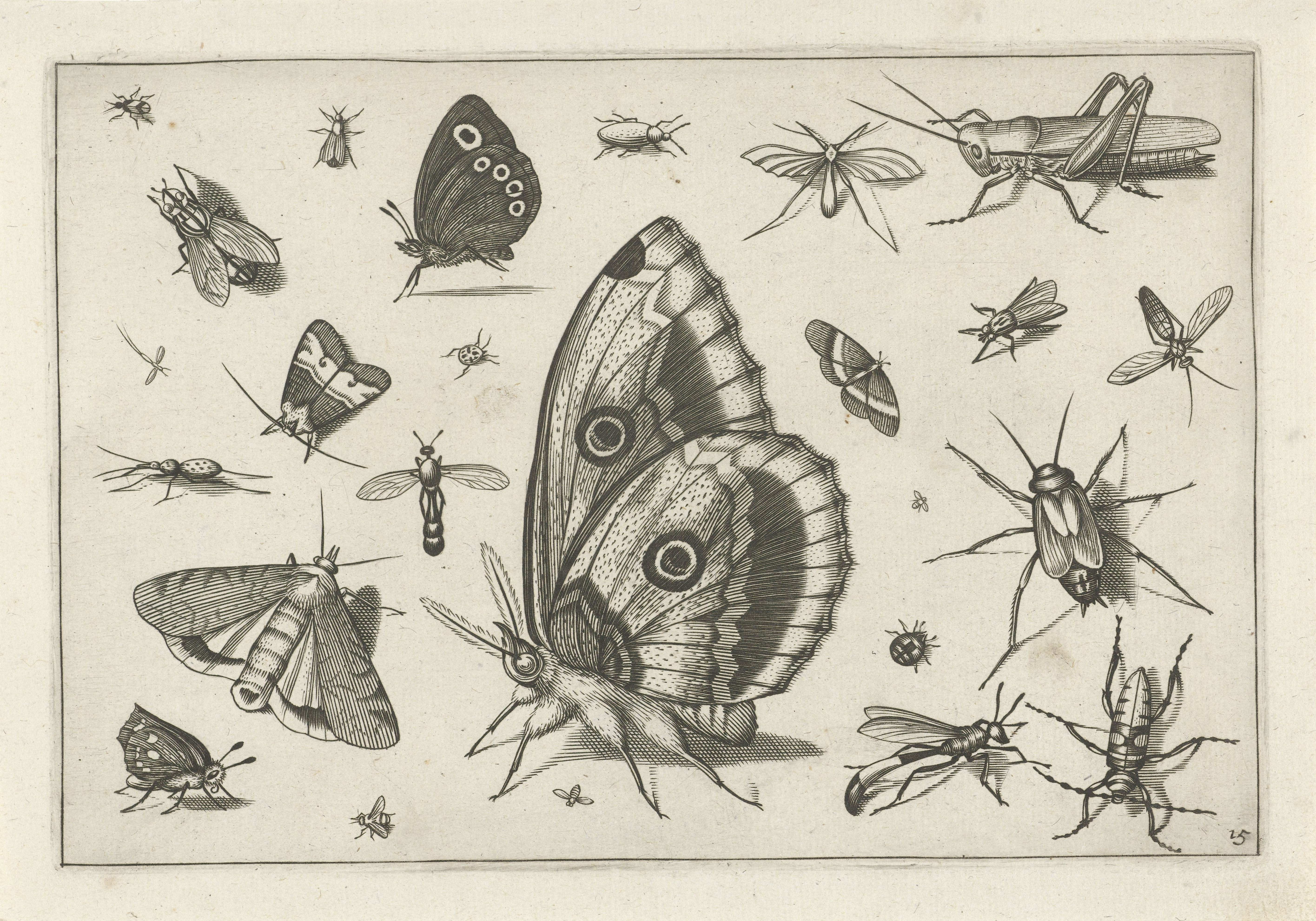
Tafel 15
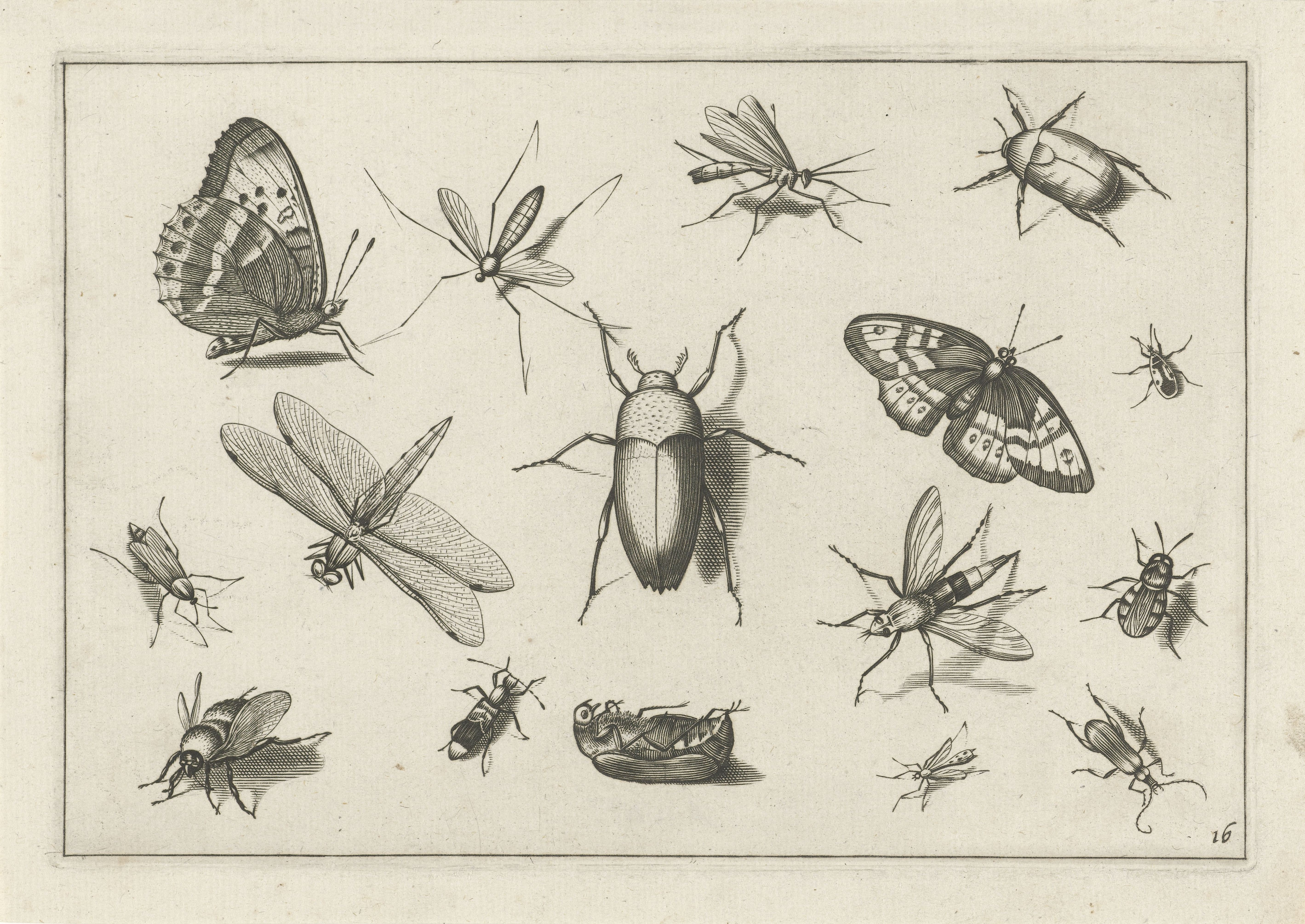
Tafel 16